# آنومالی تویسرکان ۵
آنومالی تویسرکان ۵ یک اندیس فلزی است که در حوالی شهر تویسرکان استان همدان قرار دارد و مادهٔ معدنی موجود در آن، طلا است.